# オリーコラ
オリーコラ（イタリア語: Oricola）は、イタリア共和国アブルッツォ州ラクイラ県にある、人口約1,300人の基礎自治体（コムーネ）。
アブルッツォ州西端のコムーネで、ローマの東北東約50kmに位置する。ローマからアドリア海沿岸（ペスカーラなど）へ至る古来の交通路で、古くはティブルティーナ街道、現代は鉄道や高速道路（アウトストラーダ）が当地を通る。

## 名称
地名は、岩がちな山を意味する "coriculum" から来ている可能性がある。

## 地理

### 位置・広がり
ラクイラ県西部、マルシカ地方 (Marsica) に位置する。ラクイラ県西端のコムーネであり、同時にアブルッツォ州西端のコムーネである。オリーコラの集落は、県都・州都ラクイラから南西へ43km、ローマから東北東へ49kmの距離にある。

#### 隣接コムーネ
隣接するコムーネは以下の通り。RMはローマ県所属。
- アルソリ (RM)
- カルソーリ
- ペレート
- リオフレッド (RM)
- ロッカ・ディ・ボッテ
- ヴァッリンフレーダ (RM)
- ヴィヴァーロ・ロマーノ (RM)

## 歴史
ローマ人以前にはアエクイ族が暮らしていた土地である。
アエクイの土地をローマ人が占領した紀元前304年頃、アニエーネ谷とマルシカの境界に築かれたローマの植民市カルシオリ (it:Carsioli) は、村域内のチヴィタ集落付近にあったと考えられている（のちにカルシオリの名はカルソーリに引き継がれた）。
当地には9世紀ころにマルシ伯 (it:Conti dei Marsi) ライノルドによって、この地に山城（ロッカ、のちのオリコーラ城） (it:Castello di Oricola) が築かれた。1096年、この地域の領主となった寡婦 Aldegrina は、オリコーラやカメラータ、ペレートなどの城をモンテカッシーノ修道院 (it:Abbazia di Montecassino) に寄進した。12世紀にはノルマン人の支配下にあり、オリコーラに属する土地を、Todino da Ponte とそのおじの Rainaldo が分割して相続した記録が残っている。1242年には、シチリア王フェデリーコ1世（神聖ローマ皇帝フリードリヒ2世）がオリコーラにかくまわれた逃亡者を追討するため、カルソーリを破壊してオリコーラ城を攻撃した。
1381年、オリコーラはオルシーニ家の封地となった。15世紀半ばにオリコーラ城は修築され、現在の姿になった。1491年、オリコーラ城はコロンナ家の財産になったが、1528年にナポレオーネ・オルシーニがマリアーノ・デ・マルシでコロンナ家を破り、城はオルシーニ家が奪還した。1557年、オリコーラとその近隣の城は、アルベ公の部隊によって攻撃・略奪された。こうしたオルシーニ家とコロンナ家の争いは、タリアコッツォを中心とする地域全体の動向である。
1806年、オリーコラの封建支配が終わり、行政自治権が認められた。ペレートやロッカ・ディ・ボッテもオリーコラの管轄下に置かれたが、1907年にこの2つの村はコムーネとして独立を回復している。

## 交通

### 道路
高速道路（アウトストラーダ）
- アウトストラーダ A24
〔ローマ - ティヴォリ〕 - オリーコラ - 〔ラクイラ - テルニ〕

国道・主要道路
- SR5 (it:Strada statale 5 Via Tiburtina Valeria) 
〔ローマ - ティヴォリ〕 - オリーコラ - 〔アヴェッツァーノ - ペスカーラ〕

カルソーリとの境界付近にA24のカルソーリ＝オリーコラ出入口がある。

### 鉄道
トレニタリア (FS)
- ローマ＝スルモーナ＝ペスカーラ線 (it:Ferrovia Roma-Sulmona-Pescara) 
オリコーラ＝ペレート駅 (it:Stazione di Oricola-Pereto)